# Zbrodnia na uchodźcach z Łanowiec
Zbrodnia na uchodźcach z Łanowiec – zbrodnia dokonana 2 lutego 1944 roku przez oddział UPA na 129 polskich uchodźcach podczas ich ewakuacji z Łanowiec do Wiśniowca.

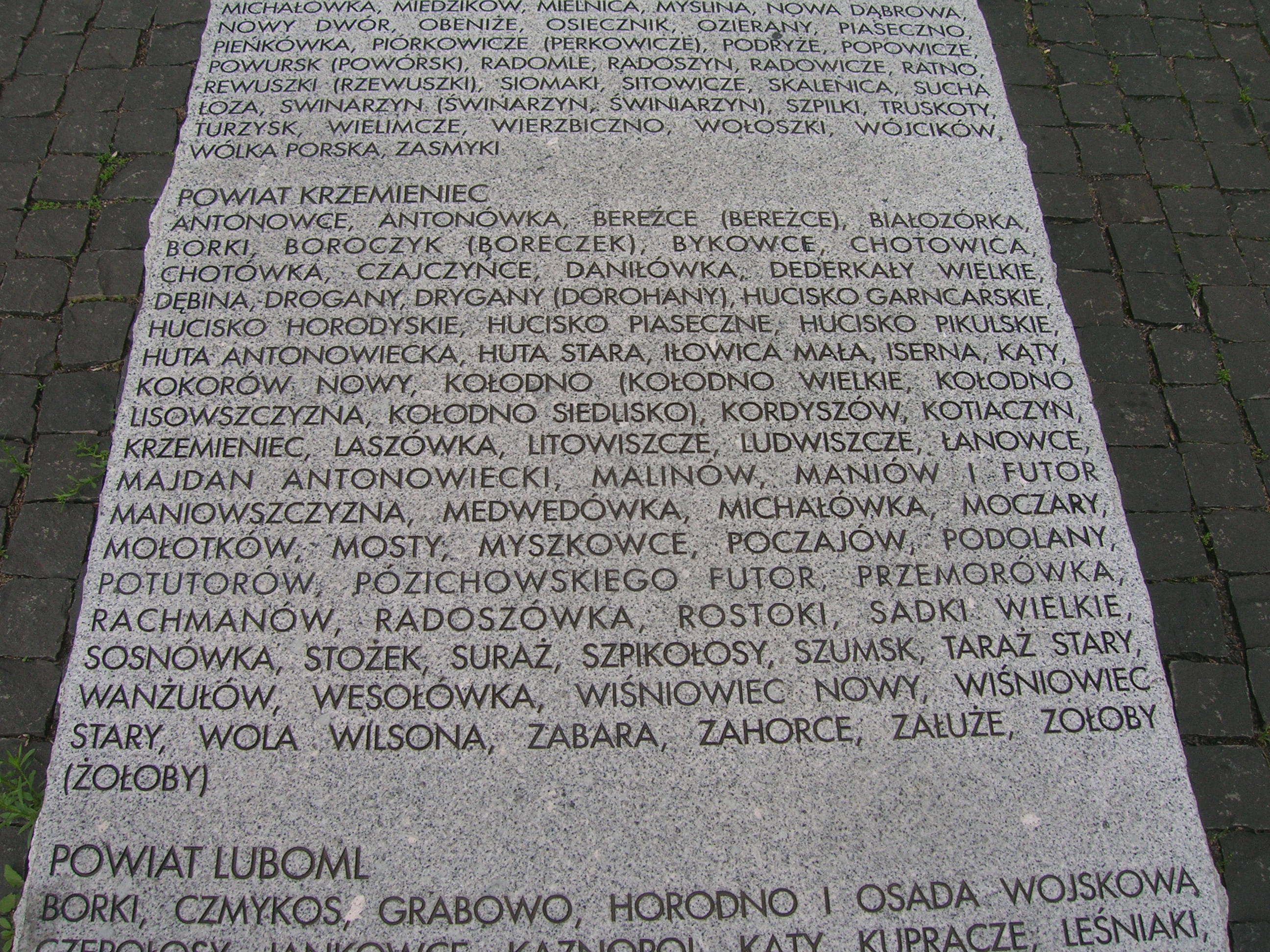
Tablica Pomnika ofiar zbrodni dokonanej na obywatelach polskich przez OUN-UPA wymieniająca Łanowce

W związku ze zbliżaniem się frontu radzieckiego, niemiecka okupacyjna załoga Łanowiec przystąpiła do ewakuacji. Wraz z nią w drogę wyruszyło około 150 Polaków obawiających się, że na pozbawioną ochrony miejscowość uderzy UPA, która od roku prowadziła ludobójczą czystkę etniczną ludności polskiej.
Na przodzie kolumny, która opuściła Łanowce, jechali Niemcy w liczbie kilkunastu oraz polscy policjanci z Schutzmannschaft. Pozostali Polacy podążali w tylnej części konwoju. Pomiędzy wsiami Kuśkowce Wielkie a Śniegorówka konwój został zaatakowany i podzielony przez bojówki UPA. Przód kolumny z Niemcami i około 20 Polakami rzucił się do ucieczki; dowodzący konwojem niemiecki starosta nie pozwolił policjantom na pozostanie i podjęcie walki z UPA. Odcięci Polacy, wśród których było kilku policjantów z rodzinami, zostali otoczeni i po zdławieniu słabego oporu wymordowani przy pomocy kamieni i drągów. Niewykluczone, że pewna część tej grupy uratowała się uciekając na pola. Zginęło 129 osób.